# Hot Springs Mountain Tower
Der Hot Springs Mountain Tower ist ein 65,8 Meter hoher, in Stahlfachwerkbauweise ausgeführter Aussichtsturm auf dem Hot Springs Mountain in Hot Springs, Arkansas, USA. Der Hot Springs Mountain Tower wurde 1983 errichtet.

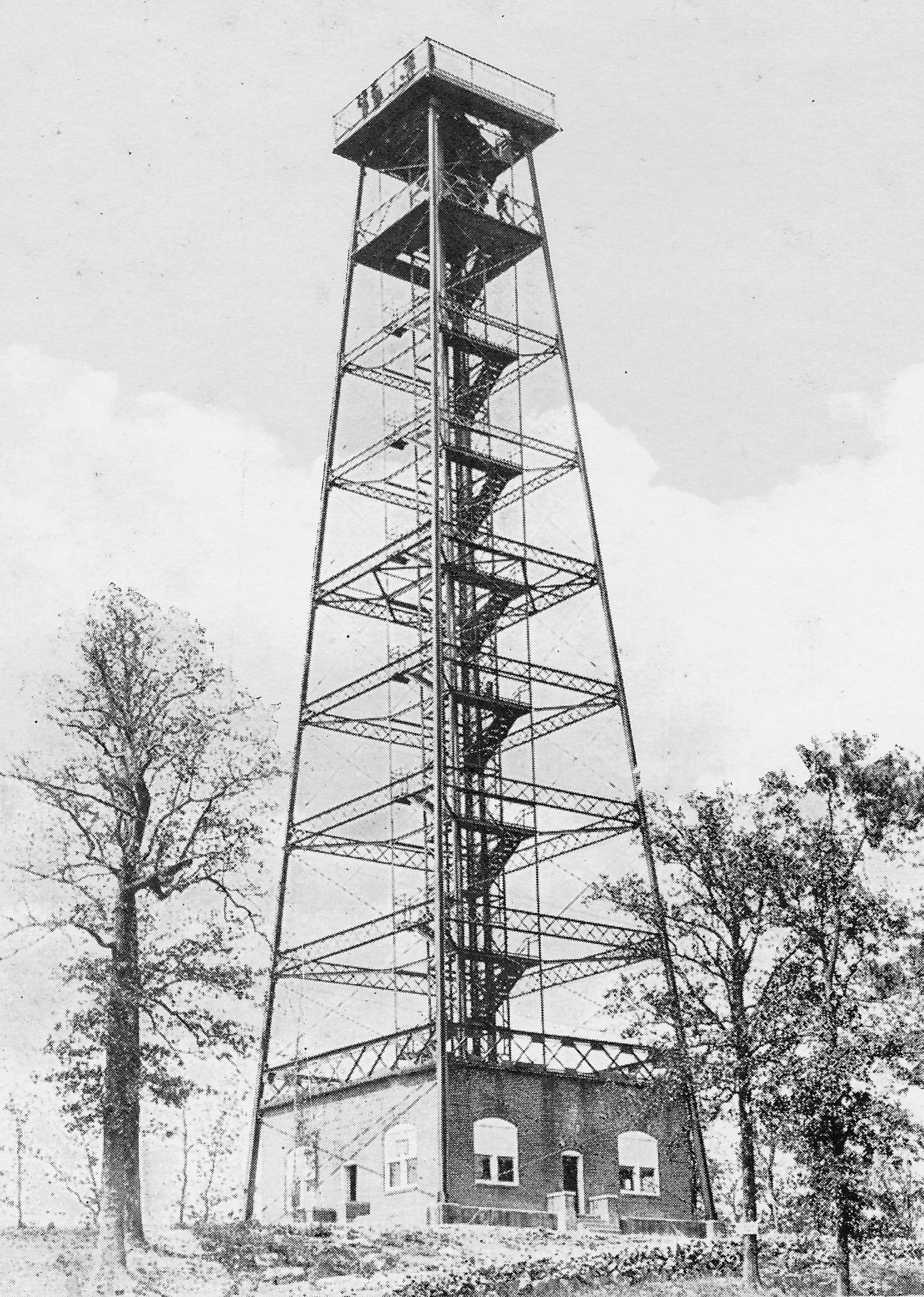
Der Turm um 1924
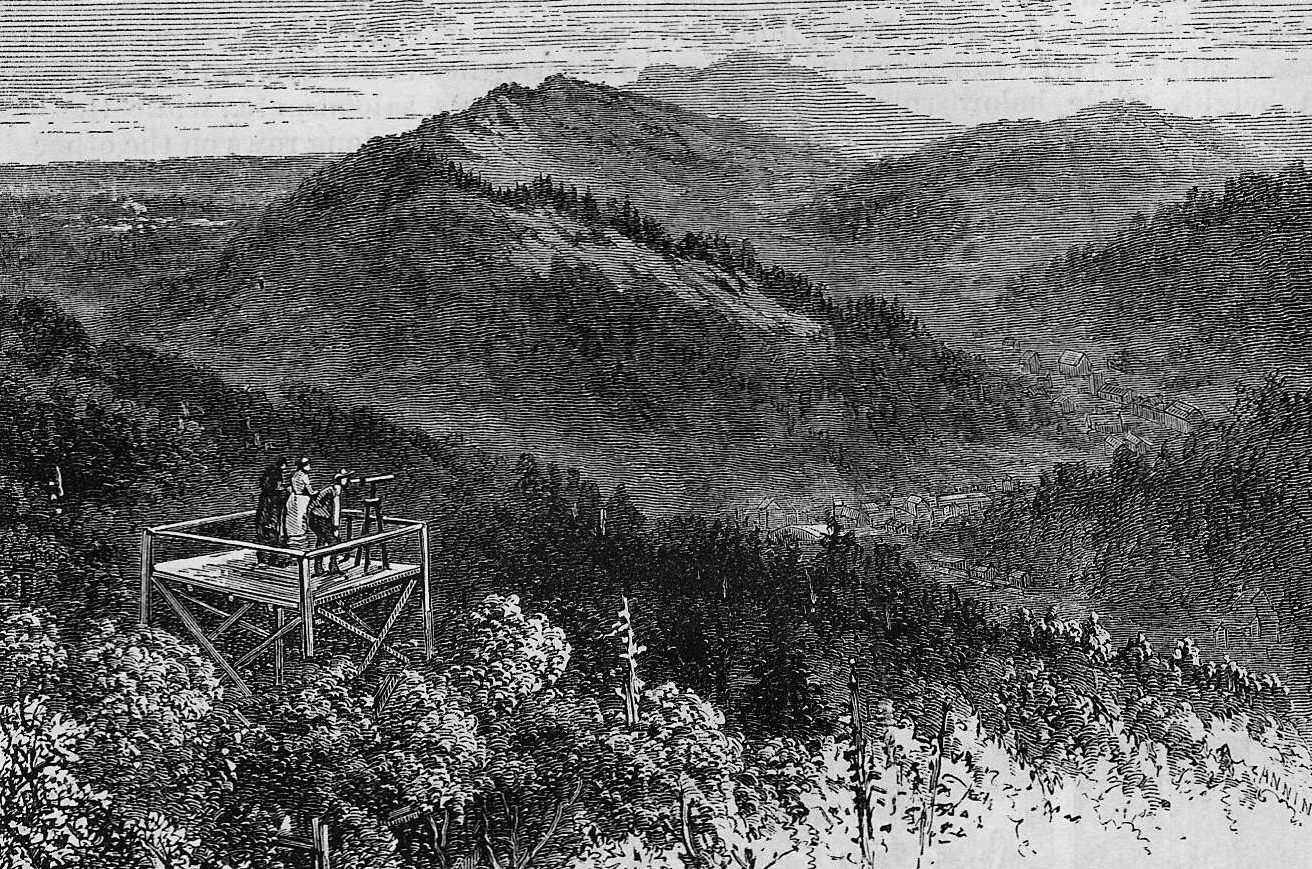
Observatorium auf dem Hot Springs Mountain (Harper’s, 1878)